# 保加利亞希臘禮天主教索菲亞的聖若望二十三世教區
保加利亞希臘禮天主教索菲亞的聖若望二十三世教區是一個東儀天主教教區，屬保加利亞希臘禮天主教會。這是該教會唯一現存的聖統。
代牧區於1926年，2009年有教友10,000人、廿一個堂區、廿一名司鐸。
宗座代牧區於2019年10月11日升格為教區並更名為「保加利亞希臘禮天主教索菲亞的聖若望二十三世教區」。現任主教為赫里斯托·普羅伊科夫。